# Männiku (Martna)
Männiku – wieś w Estonii, w prowincji Lääne, w gminie Martna.